# Tournoi de tennis de Szczecin
Le Challenger de Szczecin est un tournoi international de tennis masculin faisant partie de l'ATP Challenger Tour créé en 1993. Il est disputé tous les ans depuis 1996 en septembre, sur terre battue extérieure.
C'est l'un des trois tournois Challenger se jouant en Pologne, avec celui de Poznań (disputé en juillet) et celui de Wrocław (disputé en février).

## Histoire
Le tournoi intègre le circuit professionnel en 1996. Il se joue tous les ans début septembre, juste après l'US Open. Sur les vingt-quatre éditions disputées à ce jour, aucun joueur n'a réussi à conserver son titre, et aucun Polonais n'a jamais atteint la finale en simple. En 2008 cependant, Jerzy Janowicz et Łukasz Kubot ont tous les deux atteint le stade des demi-finales, sans pour autant se qualifier pour la finale. Plusieurs futurs grands champions se sont imposés à Szczecin, comme le Russe Nikolay Davydenko (en 2002) et le Chilien Nicolás Massú (en 2003). En 2017, le Français Richard Gasquet vint au tournoi pour retrouver du temps de jeu et combler sa non sélection pour la demi-finale de la Coupe Davis ; il s'impose en finale (7-6, 7-6).
En double, la paire polonaise Mariusz Fyrstenberg - Marcin Matkowski reste la plus titrée avec 3 titres, obtenus en 2001, 2003 et 2005.
En 2002, le tournoi est élu meilleur Challenger de l'année par l'ATP, prix à nouveau remporté en 2016 et 2019.
Le tournoi est sponsorisé par la banque polonaise Pekao.

## Palmarès

### Simple
| Année | Dotation                              | Vainqueur                             | Finaliste                             | Score                                 |
| ----- | ------------------------------------- | ------------------------------------- | ------------------------------------- | ------------------------------------- |
| 1996  | 50 000 $                              | Jimy Szymanski                        | Nuno Marques                          | 2-6, 6-3, 6-3                         |
| 1997  | 125 000 $                             | Richard Fromberg                      | Nicolás Lapentti                      | 6-7, 6-4, 6-1                         |
| 1998  | 125 000 $                             | Younès El Aynaoui                     | Jens Knippschild                      | 6-3, 6-4                              |
| 1999  | 125 000 $                             | Andreas Vinciguerra                   | Juan Antonio Marín                    | 6-2, 6-4                              |
| 2000  | 125 000 $                             | Bohdan Ulihrach                       | Alberto Martín                        | 6-0, 6-2                              |
| 2001  | 125 000 $                             | Juan Ignacio Chela                    | Nicolas Coutelot                      | 6-1, 6-3                              |
| 2002  | 125 000 $                             | Nikolay Davydenko                     | David Sánchez                         | 6-3, 6-3                              |
| 2003  | 125 000 $                             | Nicolás Massú                         | Albert Portas                         | 6-4, 6-3                              |
| 2004  | 106 250 €                             | Edgardo Massa                         | David Sánchez                         | 6-2, 6-2                              |
| 2005  | 106 250 €                             | Agustín Calleri                       | Alberto Martín                        | 4-6, 6-2, 6-4                         |
| 2006  | 106 250 €                             | Nicolás Lapentti                      | Bohdan Ulihrach                       | 3-6, 6-3, 6-3                         |
| 2007  | 106 250 €                             | Sergio Roitman                        | Ivo Minář                             | 6-2, 7-5                              |
| 2008  | 106 500 €                             | Florent Serra                         | Albert Montañés                       | 6-4, 6-3                              |
| 2009  | 106 500 €                             | Evgeny Korolev                        | Florent Serra                         | 6-4, 6-3                              |
| 2010  | 106 500 €                             | Pablo Cuevas                          | Igor Andreev                          | 6-1, 6-1                              |
| 2011  | 106 500 €                             | Rui Machado                           | Éric Prodon                           | 2-6, 7-5, 6-2                         |
| 2012  | 106 500 €                             | Victor Hănescu                        | Íñigo Cervantes                       | 6-4, 7-5                              |
| 2013  | 106 500 €                             | Oleksandr Nedovyesov                  | Pere Riba                             | 6-2, 7-5                              |
| 2014  | 106 500 €                             | Dustin Brown                          | Jan-Lennard Struff                    | 6-4, 6-3                              |
| 2015  | 106 500 €                             | Jan-Lennard Struff                    | Artem Smirnov                         | 6-4, 6-3                              |
| 2016  | 106 500 €                             | Alessandro Giannessi                  | Dustin Brown                          | 6-2, 6-3                              |
| 2017  | 127 000 €                             | Richard Gasquet                       | Florian Mayer                         | 7-63, 7-64                            |
| 2018  | 127 000 €                             | Guido Andreozzi                       | Alejandro Davidovich Fokina           | 6-4, 4-6, 6-3                         |
| 2019  | 137 560 €                             | Jozef Kovalík                         | Guido Andreozzi                       | 65-7, 6-2, 6-4                        |
| 2020  | Tournoi annulé (pandémie de Covid-19) | Tournoi annulé (pandémie de Covid-19) | Tournoi annulé (pandémie de Covid-19) | Tournoi annulé (pandémie de Covid-19) |
| 2021  | 132 280 €                             | Zdeněk Kolář                          | Kamil Majchrzak                       | 7-64, 7-5                             |
| 2022  | 134 920 €                             | Corentin Moutet                       | Dennis Novak                          | 6-2, 65-7, 6-4                        |
| 2023  | 145 000 €                             | Federico Coria                        | Vít Kopřiva                           | 6-1, 7-64                             |
| 2024  | 148 625 €                             | Vít Kopřiva                           | Andrea Pellegrino                     | 7-5, 6-2                              |

### Double
| Année | Vainqueurs                            | Finalistes                               | Score                                 |
| ----- | ------------------------------------- | ---------------------------------------- | ------------------------------------- |
| 1996  | Tom Vanhoudt Fernon Wibier            | Emanuel Couto Nuno Marques               | 6-1, 6-1                              |
| 1997  | Tom Kempers Daniel Orsanic            | Cristian Brandi Filippo Messori          | 6-3, 7-5                              |
| 1998  | Orlin Stanoytchev Radomír Vašek       | Massimo Ardinghi Álex López Morón        | 7-6, 3-6, 6-4                         |
| 1999  | Aleksandar Kitinov Jack Waite         | Guillermo Cañas Martín García            | 6-1, 5-7, 6-4                         |
| 2000  | Alberto Martín Eyal Ran               | Mariano Hood Martín Rodríguez            | 7-62, 65-7, 6-2                       |
| 2001  | Mariusz Fyrstenberg Marcin Matkowski  | Juan Ignacio Carrasco Álex López Morón   | 6-4, 7-62                             |
| 2002  | José Acasuso Andrés Schneiter         | Leoš Friedl David Škoch                  | 6-4, 7-5                              |
| 2003  | Mariusz Fyrstenberg Marcin Matkowski  | David Škoch Jaroslav Levinský            | 6-1, 7-5                              |
| 2004  | Lucas Arnold Ker Mariano Hood         | Óscar Hernández Alberto Martín           | 6-0, 6-4                              |
| 2005  | Mariusz Fyrstenberg Marcin Matkowski  | Agustín Calleri Sebastián Prieto         | 6-2, 6-4                              |
| 2006  | Tomas Behrend Christopher Kas         | Tomasz Bednarek Marcin Matkowski         | 6-1, 3-6, [10-4]                      |
| 2007  | Tomas Behrend Christopher Kas         | Juan Pablo Brzezicki Juan Pablo Guzmán   | 6-0, 5-7, [10-8]                      |
| 2008  | David Marrero Dawid Olejniczak        | Łukasz Kubot Oliver Marach               | 7-64, 6-3                             |
| 2009  | Tomasz Bednarek Mateusz Kowalczyk     | Alexandr Dolgopolov Artem Smirnov        | 6-3, 6-4                              |
| 2010  | Dustin Brown Rogier Wassen            | Rameez Junaid Philipp Marx               | 6-4, 7-5                              |
| 2011  | Marcin Gawron Andriej Kapaś           | Andrey Golubev Yuri Schukin              | 6-3, 6-4                              |
| 2012  | Andre Begemann Martin Emmrich         | Tomasz Bednarek Mateusz Kowalczyk        | 3-6, 6-1, [10-3]                      |
| 2013  | Ken Skupski Neal Skupski              | Andrea Arnaboldi Alessandro Giannessi    | 6-4, 1-6, [10-7]                      |
| 2014  | Dustin Brown Jan-Lennard Struff       | Tomasz Bednarek Igor Zelenay             | 6-2, 6-4                              |
| 2015  | Tristan Lamasine Fabrice Martin       | Federico Gaio Alessandro Giannessi       | 6-3, 7-64                             |
| 2016  | Andre Begemann Aliaksandr Bury        | Johan Brunström Andreas Siljeström       | 7-63, 67-7, [10-4]                    |
| 2017  | Wesley Koolhof Artem Sitak            | Aliaksandr Bury Andreas Siljeström       | 6-1, 7-5                              |
| 2018  | Karol Drzewiecki Filip Polášek        | Guido Andreozzi Guillermo Durán          | 6-3, 6-4                              |
| 2019  | Guido Andreozzi Andrés Molteni        | Matwé Middelkoop Hans Podlipnik-Castillo | 6-4, 6-3                              |
| 2020  | Tournoi annulé (pandémie de Covid-19) | Tournoi annulé (pandémie de Covid-19)    | Tournoi annulé (pandémie de Covid-19) |
| 2021  | Santiago González Andrés Molteni      | André Göransson Nathaniel Lammons        | 2-6, 6-2, [15-13]                     |
| 2022  | Dustin Brown Andrea Vavassori         | Roman Jebavý Adam Pavlásek               | 6-4, 5-7, [10-8]                      |
| 2023  | Andrew Paulson Vitaliy Sachko         | Zdeněk Kolář Sergio Martos Gornés        | 6-1, 7-66                             |
| 2024  | Guido Andreozzi Théo Arribagé         | Ryan Seggerman Szymon Walków             | 6-2, 6-1                              |